# Podul Euripus
Podul Euripus (în greacă Γέφυρα Ευρίπου) este un pod cablat cu o lungime de 395 metri (1,296 ft) situat în Chalkis care traversează strâmtoarea Euripus, partea centrală și cea mai îngustă a canalului care separă insula Evia de teritoriul continental al Greciei.

## Date tehnice
- Lungime totală: 395 metri (1.296 ft)
- Lungimea arcului principal: 90 + 215 + 90 metri (295 + 705 + 295 ft)
- Lățimea punții podului: 13,50 metri (44 ft 3 in) (2 căi de acces + 2 trotuare pietonale)
- Suprafața punții: 5.390 metri pătrați (58.000 sq ft)
- Înălțimea turnului: 90 metri (300 ft) (aproximativ 45 metri (148 ft) deasupra și 45 metri (148 ft) sub nivelul punții)
- Grosimea punții de beton: 45 centimetre (18 in)[2]